# 柏金斯號驅逐艦 (DD-26)
柏金斯號驅逐艦（舷號DD-26）是一艘隸屬於美國海軍的驅逐艦，為保爾丁級驅逐艦的五號艦。她是美軍第一艘以柏金斯為名的軍艦，以紀念美國內戰時期海軍准將佐治·柏金斯（George H. Perkins）。
柏金斯號在1909年於霍河造船廠開始建造，在1910年下水服役。接著柏金斯號留在大西洋執勤。美國參與第一次世界大戰後，柏金斯號被派往英國及愛爾蘭海域，掩護協約國商船。戰後柏金斯號在1919年退役，最後在1935年除籍出售拆解。